# Granjal
Granjal is een plaats (freguesia) in de Portugese gemeente Sernancelhe en telt 305 inwoners (2001).